# Амари Траоре
Амари Траоре (на френски: Hamari Traoré) е малийски футболист, играещ като полузащитник за испанския Реал Сосиедад и националния отбор на Мали. Участник в Купа на африканските нации 2017, 2019, 2021 и 2023. През 2024 на последните бележи първия гол за отбора си срещу ЮАР за победата с 2:0.

## Успехи
Рен
- Купа на Франция
  -  Носител (1): 2018/19